# 折壁村
折壁村（おりかべむら）は、昭和30年（1955年）まで岩手県東磐井郡にあった村。現在の一関市室根町折壁にあたる。

## 地理
- 山：矢越山

## 沿革
- 明治22年（1889年）4月1日 - 町村制施行にともない、下折壁村と浜横沢村が合併して折壁村が発足。
- 昭和30年（1955年）4月1日 - 矢越村および大津保村の一部（津谷川）と合併し、室根村となる。

## 行政
- 歴代村長

| 代     | 氏名       | 就任                       | 退任                       | 備考 |
| ------ | ---------- | -------------------------- | -------------------------- | ---- |
| 1      | 横沢温治郎 | 明治22年（1889年）5月29日  | 明治26年（1893年）5月28日  |      |
| 2〜4   | 渡辺左右平 | 明治26年（1893年）5月29日  | 明治34年（1901年）2月18日  |      |
| 5      | 高橋丈之進 | 明治34年（1901年）4月17日  | 明治35年（1902年）5月12日  |      |
| 6      | 渡辺左右平 | 明治35年（1902年）6月10日  | 明治36年（1903年）1月16日  | 再任 |
| 7      | 藤代弓雄   | 明治36年（1903年）2月27日  | 明治39年（1906年）4月1日   |      |
| 8      | 千葉善五郎 | 明治39年（1906年）4月2日   | 明治42年（1909年）8月18日  |      |
| 9      | 菅原久之進 | 明治43年（1910年）2月23日  | 明治43年（1910年）11月18日 |      |
| 10     | 岩淵清治   | 明治44年（1911年）5月15日  | 明治44年（1911年）12月20日 |      |
| 11     | 菅原千広   | 明治45年（1912年）2月26日  | 明治45年（1912年）7月8日   |      |
| 12     | 伊東与一郎 | 明治45年（1912年）7月9日   | 大正元年（1912年）10月23日 |      |
| 13     | 千葉需     | 大正元年（1912年）10月24日 | 大正3年（1914年）12月3日   |      |
| 14〜15 | 真山丑三郎 | 大正3年（1914年）12月4日   | 大正10年（1921年）8月5日   |      |
| 16     | 遠藤与三郎 | 大正11年（1922年）1月11日  | 大正15年（1926年）1月10日  |      |
| 17     | 佐藤祐一郎 | 大正15年（1926年）2月24日  | 昭和5年（1930年）2月23日   |      |
| 18     | 千葉善五郎 | 昭和7年（1932年）6月24日   | 昭和8年（1933年）2月25日   | 再任 |
| 19     | 佐藤祐一郎 | 昭和8年（1933年）7月27日   | 昭和12年（1937年）7月26日  | 再任 |
| 20〜22 | 菊池清人   | 昭和12年（1937年）8月26日  | 昭和21年（1946年）11月21日 |      |
| 23〜24 | 菊池正人   | 昭和22年（1947年）4月5日   | 昭和30年（1955年）3月31日  |      |

## 交通
- 国鉄大船渡線：折壁駅 - 新月駅